# 猪谷千春
猪谷千春（日语：／ Igaya Chiharu，1931年5月20日—）生于北海道国后岛，是日本退役高山滑雪运动员，曾获1956年冬奥会高山滑雪项目银牌，是首位获冬季奧運奖牌的亚洲选手。1982年，他开始担任国际奥林匹克委员会的委员，后又于2005至2009年间担任国际奥委会副主席；2011年底从国际奥委会卸任后，他又成为委员会名誉委员。猪谷在运动生涯期间时常身穿黑色服装出现在赛场当中，同时比赛时身姿如同猫一般，他也因此获得“Black Cat”这一外号。

## 生平

### 早年经历及运动员生涯

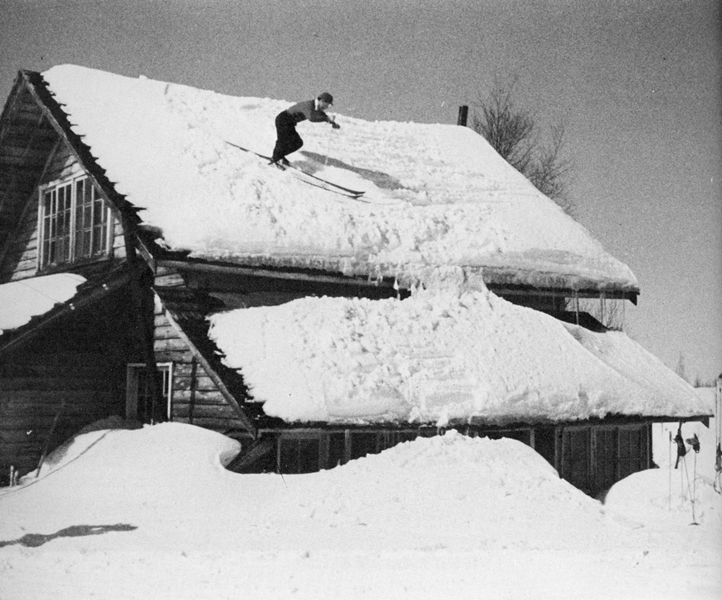
猪谷在自家屋顶上练习滑雪，摄于1951年

猪谷出生于北海道国后岛，他的父亲猪谷六合雄被称为日本滑雪界的先驱，母亲猪谷定子则是日本第一位女子跳台滑雪运动员。大约2岁的时候，他就开始在其父母那里接受严格的滑雪训练。后来，一家人为了寻求良好的练习环境，曾移居至群马县勢多郡富士見村（现已并入前橋市）、長野縣乘鞍岳、青森縣浅虫、長野縣志賀高原等地。11岁时，他作为非正式参赛选手参加了神宫大会（现日本滑雪锦标赛），他在比赛中表现突出，成绩比同项目的冠军选手快了6秒，当时的媒体见此状惊呼道“神童出现了！”
1951年年底，猪谷偶然结识了美亚保险（AIU Insurance Company）的创办人科尼利厄斯·范德·斯塔尔（Cornelius Vander Starr），在斯塔尔的帮助下，他得以在欧洲的一个训练基地为1952年冬奥会作准备，由于当时猪谷自身拥有的滑雪板在质量和性能上不及多数欧洲选手所使用的，斯塔尔还特意自掏腰包为他购买了一副质量较好的滑雪板。不久后，猪谷前往挪威奥斯陆参加自己运动生涯的第一届冬奥会，他在高山滑雪的滑降、回转以及大回转这三个小项中分别获得24名、11名以及20名。尽管未获奖牌，猪谷还是察觉到他在比赛时调整重心的方式和欧洲各国选手一致，他认为自身的滑雪技术和欧洲选手没有大的差别。之后他便定下了要在下届冬奥夺取奖牌的目标。奥斯陆冬奥会结束之后不久，猪谷受斯塔尔邀请参加了全美高山滑雪锦标赛，获得了第2名，这之后，他回到日本，就读立教大学。后来，斯塔尔邀请他赴美留学并在那里练习滑雪。猪谷答应了他的邀请并在翌年转入位于新罕布什尔州的達特茅斯學院，成为二战后第一位就读该校的日本人，同时他也得以在更好的环境中练习滑雪。大学期间，他在1954年美国滑雪锦标赛上获得回转项目的金牌，之后他还在NCAA锦标赛上获得6枚金牌，其中1955年获得3枚、1956年获得2枚、1957年获得1枚。
1956年年初，猪谷第二次参加冬奥会，在出战冬奥前，他由于在留学期间多次缺席日本国内的比赛，全日本滑雪联盟一度拒绝让其入选代表团，后来他借助关系者的帮助才得以获得该届冬奥的参赛资格。冬奥进行期间，他首先参加了男子大回转比赛中，最终获得并列第11名。两天后，他参加男子回转的比赛，以3分18秒07的成绩最终获得一枚银牌，成为第一位在冬奥赛场上获得奖牌的亚洲运动员。而在随后的滑降比赛中，他的成绩被取消。猪谷在冬奥会上的出色表现也令他在结束冬奥之旅回国时受到了英雄般的待遇，有数千名民众在机场迎接他的到来。1957年，猪谷从达特茅斯学院毕业。一年之后，他参加了在奥地利巴特加斯泰因举办的世界高山滑雪锦标赛，获得了男子回转比赛的铜牌。1959年，猪谷加入了斯塔尔创办的美亚保险公司，此后不久，他便有了退役的想法，后来由于周围人尽力说服，加之自己此时仍梦想着夺取金牌，他决定将退役时间推迟到1960年冬奥会后。一年后，他参加了在美国加州斯阔谷举行的冬奥会，在高山滑雪的滑降、回转以及大回转这三个项目上分别获得34名、12名以及23名。

### 退役之后
退役之后，他将精力集中在工作上。1961年，在美亚保险公司的纽约总公司呆了两年后，猪谷被调到日本分公司，担任伤害保险部的部长，到了47岁的时候，他成为了日本分公司的社长。卸任社长后，他又成为了该公司的名誉社长。
1980年，当时仍然担任国际奥林匹克委员会委员的竹田恒德向猪谷发出委托，希望猪谷能够在其退任国际奥委会委员会后成为他的后任日本籍委员。猪谷起初以自身担任社长，事务繁忙为由，拒绝了竹田的委托，后来他在竹田的尽力说服之下，最终答应竹田参选这一职务。1982年，猪谷成功当选为国际奥委会委员，开始了长达约30年的国际奥委会任职生涯，由于他无法同时兼顾公司工作和国际奥委会委员的工作，美亚保险公司将其调至其他分社担任闲职。在担任国际奥委会委员期间，他曾在1987年至1991年以及1996年至2000年担任国际奥委会执行委员会的委员。除此之外，他还曾参加过长野申办1998年冬奥会以及东京申办2016年夏奥会的筹备工作。2005年7月，在新加坡举行的第117届国际奥委会全体会议上，猪谷成功当选国际奥委会副主席，获得4年任期。2011年6月23日，日本体育大学授予猪谷名誉博士学位。同年年底，他因年满80岁而不再担任国际奥委会委员，不久后，他成为奥委会名誉委员。2012年，猪谷获颁奥林匹克勋章银制奖章，同年8月，他就任东京都滑雪联盟会长。2014年10月，他又就任日本残疾人滑雪联盟会长。
猪谷退役后还曾为铁人三项界作出过贡献。1994年4月，他开始担任日本铁人三项联盟的会长，2009年4月卸任后，他成为了该联盟的名誉会长。另外他还曾担任过亞洲鐵人三項聯盟副主席、國際鐵人三項聯盟执行委员会委员、國際鐵人三項聯盟副主席。退任副主席后，他成为了该聯盟的名誉委员。2015年9月，猪谷成功入选了国际铁人三项联盟名人堂。

## 出版书籍
- 猪谷千春.  . . 1959. ASIN B000JARGDA.
- 猪谷千春.  . . 1959. ASIN B000JASWHE.
- 猪谷千春; 猪谷六合雄.  . . 1959. ASIN B000JAP9GQ.
- 猪谷千春.  . . 1994. ISBN 9784583031095.
- 猪谷千春.  . 新潮社. 2013. ISBN 9784103334910.